# グレイス・キャロライン・カリー
グレイス・キャロライン・カリー（Grace Caroline Currey, 本名：グレイス・キャロライン・フルトン(Grace Caroline Fulton)、1996年7月17日 - ）は、アメリカ合衆国の女優。以前は、グレイス・フルトン(Grace Fulton)とクレジットされていた。

## 経歴
2001年、4歳の頃『ザッツ・ライフ〜リディアの人生ゲーム〜』で子役としてデビュー。
2017年、デヴィッド・F・サンドバーグ監督のホラー映画『アナベル 死霊人形の誕生』でキャロル役を演じた。
2019年には、同じくサンドバーグ監督によるDC映画『シャザム!』で主人公ビリーの養姉妹メアリー・ブロムフィールド役で知られるようになる。その続編『シャザム!〜神々の怒り〜』にも出演している。

## 私生活
2019年に構造エンジニアのブランデン・ジョン・カリーと交際を始め、2年後の2021年5月9日に婚約、2022年6月26日に結婚した。その後、活動名を「グレイス・フルトン」から「グレイス・キャロライン・カリー」へと変更している。

## 主な出演作品

### 映画
| 公開年 | 邦題 原題                                        | 役名                                          | 備考                                                    |
| ------ | ------------------------------------------------ | --------------------------------------------- | ------------------------------------------------------- |
| 2017   | アナベル 死霊人形の誕生 Annabelle: Creation      | キャロル                                      |                                                         |
| 2019   | シャザム! Shazam!                                | メアリー・ブロムフィールド                    |                                                         |
| 2021   | Hart of the Wild Bunch                           | サモーラ                                      | 短編映画 本作以降「グレイス・キャロライン・カリー」名義 |
| 2022   | FALL/フォール Fall                               | ベッキー                                      |                                                         |
| 2023   | シャザム!〜神々の怒り〜 Shazam! Fury of the Gods | メアリー・ブロムフィールド / スーパーメアリー |                                                         |

### テレビドラマ
| 公開年    | 邦題 原題                                          | 役名                           | 備考        |
| --------- | -------------------------------------------------- | ------------------------------ | ----------- |
| 2001      | ザッツ・ライフ〜リディアの人生ゲーム〜 That's Life | 4歳のリディア                  | 1エピソード |
| 2001      | 犯罪捜査官ネイビーファイル JAG                     | ケイトリン・マート             | 1エピソード |
| 2006      | BONES -骨は語る- Bones                             | ヘイリー・ファレル             | 1エピソード |
| 2005-2007 | ゴースト 〜天国からのささやき Ghost Whisperer      | 幼少期のメリンダ・ゴードン     | 5エピソード |
| 2012-2015 | リベンジ Revenge                                   | 若い時のヴィクトリア・ハーパー | 4エピソード |
| 2016      | Awkward 不器用ジェナのはみだし青春日記 Awkward.    | ブーツ                         | 1エピソード |